# Cenn Fáelad
Cenn Fáelad mac Blathmac est un membre du Síl nÁedo Sláine Ard ri Érenn de 672 à 675.

## Origine
Cenn Fáelad est un autre des huit fils de Blathmac mac Áed Sláine et de la reine Eithne seconde femme de son père. Il succède à son frère défunt Sechnasach.

## Règne
Les annalistes enregistrent simplement le début de son règne en 672 ce qui suggère un interrègne d'un an depuis la mort de son frère et prédécesseur et le combat dans lequel il succombe face à son cousin germain du Síl nÁedo Sláine Fínnachta Fledach mac Dunchad en 675
Selon les Annales de Tigernach sa mort intervient « dans la maison des descendants de Maine dans le Dál Celtra » ce qui correspond peut-être au côté ouest du Lough Derg dans le coin nord-est de ce qui est maintenant le comté de Clare. Si cette hypothèse est correcte et l'autre nom du lieu la « bataille d'Aircheltra » donné par le Livre de Leinster le laisse supposer, Cenn Fáelad est sans doute tombé dans une embuscade  lors de son « circuit royal » (gaélique cuairt-rig) à quelques distances de son territoire. Cenn Fáelad  est reconnu comme  « roi de Tara » par les listes royales du XIIe siècle et aussi par une entrée originale des Chroniques d'Irlande mais son nom n'est pas inclus dans le Baile Chuinn Chétchathaig la liste royale composée sous le règne de son meurtrier et successeur Fínnachta Fledach.

## Union
Cenn Fáelad avait épousé Órlaith fille de Dúnlang.

## Sources
- (en) Edel Bhreathnach, Editor Four Courts Press for The Discovery Programme Dublin (2005)  (ISBN 1851829547)The kingship and landscape of Tara. « Le Síl nÁedo Sláine », Table 6 p. 346 & 347.
- (en) T. M. Charles-Edward « Cenn Fáelad mac Blaimaic (d. 675) », Oxford Dictionary of National Biography, Oxford University Press, 2004.
- (en) Gearóid Mac Niocaill, Ireland before Vikings, Dublin, Gill & Macmillan, 1972, 172 p., p. 107
- Annales d'Ulster